# No estic mort
No estic mort (títol original en francès: Je ne suis pas mort) és una pel·lícula dramàtica francès dirigida per Mehdi Ben Attia i estrenada el 2013. Va participar al 63è Festival Internacional de Cinema de Berlín. Ha estat subtitulada al català.

## Argument
Yacine és un atractiu estudiant de ciències polítiques d'origen magrebí. També es guanya la vida com a missatger per pagar els seus estudis i viu amb el seu germà Djamel en un modest apartament parisenc. Richard, el seu professor de filosofia política, s'ofereix inesperadament a ajudar-lo a fer pràctiques a l'Élysée. Però una nit, Yacine es desperta en tràngol. Va corrent a casa del seu professor i s'assabenta que ha mort...

## Repartiment
- Mehdi Dehbi: Yacine
- Maria de Medeiros: Éléonore
- Emmanuel Salinger: Richard
- Driss Ramdi: Jamel
- Judith Davis: Elodie
- Laurent Bateau: Eugène
- Albert Delpy: Michel
- Slimane Dazi: Brahim
- Nicolas Maury: Antoine Deloÿs
- Salim Kechiouche: Abdallah
- Alain Azerot: Carise
- Dimitri Storoge: Azor
- Karol Beffa: El professor Berthier
- Loïc Legendre: El vigilant de seguretat de Matignon
- Nawel Ben Kraiem: esposa de Brahim
- Aleksandra Yermak: la consellera de l'Elisi